# Тулин, Игорь Валентинович
 Игорь Валентинович Тулин (родился 17 августа 1968 года) — российский журналист, бывший главный редактор газеты Коммерсантъ-Daily.

## Биография
В 1976 году окончил окончил Московский институт нефтехимической и газовой промышленности им. Губкина, затем, в 1979 г., аспирантуру Института мировой экономики c 1976 по 1989 работал в этом же институте научным сотрудником, старшим научным сотрудником.
С 1989 года занялся журналистикой В период до 1993 работал заведующим отделом внешней торговли, заместителем главного редактора, главным редактором еженедельного журнала "КоммерсантЪ";
С 11 февраля 1993 г. стал главным редактором газеты КоммерсантЪ-Dаily, проработав на этом посту до 1994 года.
После ухода с поста главного редактора КоммерсантЪ-Dаily снова работал в еженедельнике "КоммерсантЪ-Wееkly";
В августе 1996 г. занял должность первого заместителя главного редактора аналитического журнала "КоммерсантЪ" (с ноября 1997 г. переименован в "Коммерсантъ-Власть").